# Ouri
O Ouri é um jogo pertencente à família dos jogos de mancala. É feito para duas pessoas e jogado num tabuleiro de 12 casas com 48 pedras. A maior diferença do mancala tradicional é que neste não se coloca pedras nos mancalas ("pedras comidas") dos jogadores. Só quando a ultima pedra jogada calha no lado do inimigo e nessa casa fiquem 2 ou 3 pedras é que se pode recolher. Nesse caso também se recolhem todas as pedras em casas anteriores a essa desde que sejam 2 ou 3.

## Objectivo
O objectivo do jogo é recolher mais sementes que o adversário.
Todas as sementes têm o mesmo valor, e, vence o jogador que obtiver 25(ou mais) sementes. Sempre que só há uma semente em cada jogador os jogadores tem de contar as suas pedras.
Regras 
.
```
O objetivo do jogo é recolher mais sementes do que o adversário, e vence o jogador que obtiver 25 ou mais sementes.
```

O tabuleiro de Ouri tem 6 compartimentos (buracos) de cada lado.
No início do jogo cada um dos 12 buracos tem 4 sementes.
Os 2 jogadores estão colocados frente a frente e vão colocando as sementes capturadas em cima da mesa, do seu lado direito.
O primeiro a jogar apanha todos as sementes de um dos seus buracos e distribui-as, uma a uma, pelos buracos seguintes, no sentido contrário aos ponteiros do relógio.
O jogador, enquanto houver buracos com mais sementes, não pode mexer nos que contenham apenas uma semente.
Se depois de depositar a última semente numa casa do adversário, esta contiver duas ou três, podem-se capturar.
Retiram-se e guardam-se em cima da mesa, do lado direito.
Sempre que as casas anteriores à última tiverem duas ou três sementes e pertençam ao adversário podem e devem ser capturadas até que se encontre uma casa que não cumpre alguma destas condições.
Se ao depositar a última semente numa casa do adversário, esta contiver 4 ou mais sementes, contando com a que se deposita, não podemos capturá-las. Passa o jogo para o adversário.
Se ao realizar um movimento o jogador fica sem sementes, o adversário é obrigado a efectuar um movimento que introduza sementes no seu lado.
Quando um jogador capturar a maioria das sementes - 25 ou mais - a partida acaba e esse jogador ganha.
.